# 2024년 철도
2024년 철도는 2024년에 일어난, 철도의 사건을 정리하는 페이지이다.
역명 개칭이나 새로운 역 개업이 행해지면 반영해 주세요.
2023년 철도 - 2024년 철도 - 2025년 철도

## 개통

### 2월
- 2월 29일 - ● 서울 지하철 7호선 뚝섬유원지역이 '자양역으로 역명이 변경되었다.

### 3월
- 3월 30일
  - ● 수도권 전철 경강선 성남역이 개통되었다.
  - ● 수도권 광역급행철도 A노선 수서역 ~ 동탄역 구간이 개통되었다.

### 6월
- 6월 28일 - 철도의 날 130주년.
- 6월 29일 - ● 수도권 광역급행철도 A노선 구성역이 개통되었다.

### 8월
- 8월 10일 - ● 수도권 전철 8호선 별내선 암사역~별내역 구간이 개통되었다.
- 8월 15일 - 서울 지하철 1호선 및 수도권 전철 1호선 개통 50주년.

### 10월
- 10월 10일 - ● 수도권 전철 4호선 당고개역이 불암산역으로 역명이 변경되었다.

### 11월
- 11월 2일
  - 서해선 서화성 ~ 홍성 구간이 개통되었다.
  - 서해선 셔틀버스가 서화성역 ~ 초지역 구간을 신안산선이 개통될 때까지 운행한다.
  - 장항선 신창 ~ 홍성 복선 전철 구간이 개통되었다.
  - 평택선 안중 ~ 평택 구간이 개통되었다.
- 11월 30일 - 중부내륙선 충주역 ~ 문경역 구간이 개통되었다.

### 12월
- 12월 14일 - 한국철도공사 경부선 구미 ~ 경산 구간인 ● 대경선이 개통되었다.
- 12월 19일 - 수도권제2순환고속도로 양주 나들목 ~ 법원 나들목이 개통되었다.
- 12월 20일 - 한국철도공사 중앙선의 안동 ~ 영천 구간이 이설되어, 중앙선 전 구간의 복선전철화가 개통되었다.
- 12월 21일 - 대구 도시철도 1호선 안심 ~ 하양 구간이 개통되었다.
- 12월 22일 - 베트남의 호찌민 지하철이 개통되었다.
- 12월 28일 - ● 수도권 광역급행철도 A노선 운정중앙 ~ 서울역 구간 개통되었다.